# Poulsen
Poulsen ist ein dänischer Familienname.

## Herkunft und Bedeutung
Poulsen ist ein Patronym und bedeutet Sohn des Poul.

## Namensträger
- Aage Rydstrøm-Poulsen (* 1951), dänischer Theologe und Hochschullehrer
- Aksel Poulsen (* 1983), färöischer Badmintonspieler
- Anders Poulsen (* 1981), dänischer Fußballschiedsrichter
- Andreas Poulsen (* 1999), dänischer Fußballspieler
- Annette Poulsen (* 1969), dänische Schwimmerin
- Axel Poulsen (1887–1972), dänischer Bildhauer
- Bjørn Poulsen (Schriftsteller) (1918–2000), dänischer Schriftsteller und Journalist
- Bjørn Poulsen (Historiker) (* 1955), dänischer Historiker
- Christian Poulsen (* 1980), dänischer Fußballspieler
- Christian Poulsen (Geologe) (1896–1975), dänischer Geologe und Paläontologe
- Christian Poulsen (Künstler) (1911–1991), dänischer Maler, Kunsthandwerker und Schriftsteller
- Christian Poulsen (Schachspieler) (1912–1981), dänischer Schachspieler
- Christian Poulsen (Radsportler) (* 1979), dänischer Radsportler
- Benny Poulsen (1942–2004), dänischer Schauspieler
- Dorus Theus Poulsen (1850–1925), dänischer Rosenzüchter
- Elisabeth Bergstrand-Poulsen (1887–1955), schwedische Schriftstellerin
- Enok Poulsen (* 1960), grönländischer Musiker und Maler
- Erik M. Poulsen (1900–1985), dänischer Fischereibiologe und Karzinologe
- Freddy Poulsen (1935–2016), dänischer Musiker und Künstler
- Frederik Poulsen (1876–1950), dänischer Klassischer Archäologe
- Guðri Poulsen (* 1977), färöische Badmintonspielerin
- Hans Peter Poulsen (* 1973), grönländischer Politiker (Siumut)
- Hasse Poulsen (* 1965), dänischer Jazzgitarrist und Komponist
- Jakob Poulsen (* 1983), dänischer Fußballspieler
- Jógvan Poulsen (Løgmaður), färöischer  Politiker
- Jógvan Poulsen (Pädagoge) (1854–1941), färöischer Lehrer, Autor und Politiker
- Johannes Poulsen (1881–1938), dänischer Schauspieler
- Jóhan Hendrik Winther Poulsen (1934–2022), färöischer Linguist
- Jón Krosslá Poulsen (* 1988), färöischer Fußballspieler
- Jørgen Poulsen (Politiker, 1920) (1920–1973),  grönländischer Politiker
- Jørgen Poulsen (Politiker, 1943) (* 1943), dänischer Politiker und Journalist
- Jørgen Poulsen (Journalist) (* 1948), dänischer Journalist und Hochschullehrer
- Jørgen Poulsen (Radsportler), dänischer Radsportler
- Jørgen Poulsen (Rennfahrer), dänischer Automobilrennfahrer
- Kaj Poulsen (* 1942), dänischer Fußballspieler
- Kevin Poulsen (* 1965), US-amerikanischer Hacker
- Knud Poulsen (1920–2003), dänischer Journalist, Schriftsteller und Übersetzer
- Kristian Poulsen (Politiker) (1944–2014), grönländischer Journalist, Gewerkschafter, Politiker, Autor und Dolmetscher
- Kristian Poulsen (Rennfahrer) (* 1975), dänischer Automobilrennfahrer
- Lars Poulsen (Politiker, 1959) (* 1959), dänischer Politiker, MdEP
- Lars Poulsen (Politiker, 1984) (* 1984), grönländischer Politiker (Siumut)
- Lív Sveinbjørnsdóttir Poulsen (* 2001), färöische Handballspielerin
- Maria Poulsen (* 1984), dänische Curlerin
- Mette Poulsen (* 1993), dänische Badmintonspielerin
- Michael Poulsen (* 1975), dänischer Sänger und Gitarrist
- Mikkel Poulsen (* 1984), dänischer Curler
- Morten Poulsen (Fußballspieler) (* 1971), dänischer Fußballspieler
- Morten Poulsen (* 1988), dänischer Eishockeyspieler
- Morthen Poulsen (* 1895), grönländischer Landesrat
- Niels Poulsen (* 1955), dänischer Fußballspieler
- Niels Poulsen (Radsportler)(* 1960), dänischer Radrennfahrer
- Olaf Poulsen (1920–2008), norwegischer Eisschnellläufer und Sportfunktionär
- Ole Poulsen (* 1941), dänischer Segler
- Per Poulsen-Hansen (* 1946), dänischer Diplomat
- René Holten Poulsen (* 1988), dänischer Kanute
- Rikke Poulsen (* 1986), dänische Handballspielerin
- Rógvi Poulsen (* 1989), färöischer Fußballspieler
- Sandy Poulsen (* 1952), US-amerikanische Skirennläuferin
- Simon Poulsen (* 1984), dänischer Fußballspieler
- Søren Pape Poulsen (1971–2024), dänischer Politiker
- Thomas Poulsen (* 1970), dänischer Ruderer
- Tórbjørn Poulsen (1932–2014), färöischer Politiker (Sjálvstýrisflokkurin)
- Tóroddur Poulsen (* 1957), färöischer Schriftsteller
- Troels Lund Poulsen (* 1976), dänischer Politiker
- Ulla Barding-Poulsen (1912–2000), dänische Fechterin
- Vagn Poulsen (1909–1970), dänischer Klassischer Archäologe und Museumsdirektor
- Valdemar Poulsen (1869–1942), dänischer Physiker
- Vilhelm Poulsen (* 1999), färöischer Handballspieler
- Yussuf Poulsen (* 1994), dänischer Fußballspieler